# Prix du Quai des Orfèvres
 (décembre 2019).
Le prix du Quai des Orfèvres a été fondé en 1946 par Jacques Catineau, personnalité du monde de la communication et ami de la police et de la magistrature. Il récompense un manuscrit inédit de roman policier écrit par un auteur de langue française.

## Jury et sélection

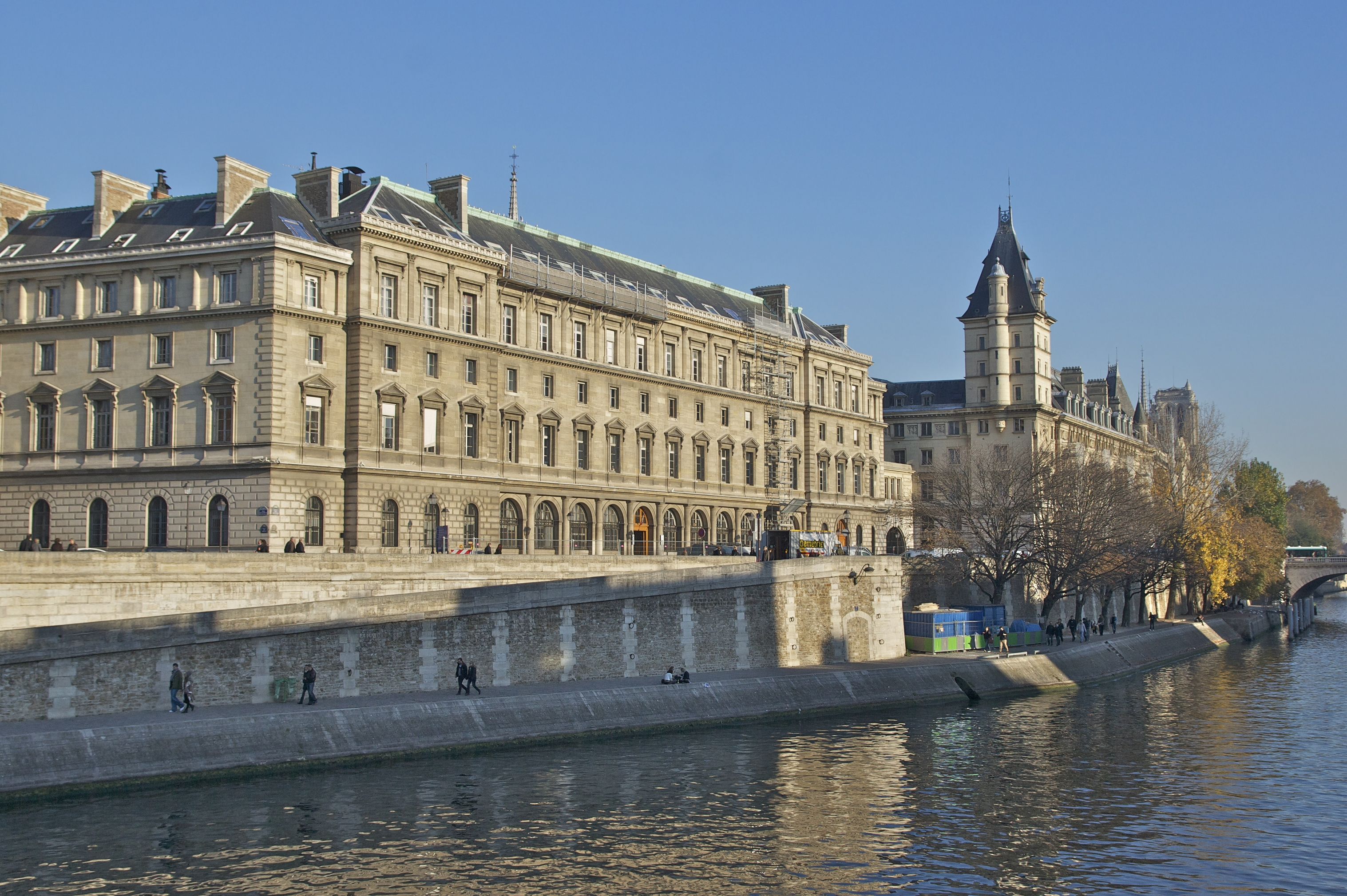
36 quai des Orfèvres Paris.

36, rue du Bastion.

Le jury, composé de 22 membres — policiers, magistrats, avocats et journalistes —  est présidé par le directeur de la police judiciaire (PJ) de la préfecture de police de Paris, depuis 2015 Christian Sainte, anciennement sise au célèbre 36, quai des Orfèvres à Paris. Les quelque 80 manuscrits reçus en moyenne chaque année par le secrétariat général du Prix du Quai des Orfèvres font l'objet d'une sélection par le secrétariat du Prix (36, rue du Bastion, 75017 Paris).
Les manuscrits restant dans la sélection finale sont alors soumis anonymement aux jurés qui votent à bulletin secret courant septembre. Pour désigner le lauréat, le jury se détermine d'une part sur l'intérêt littéraire du texte, d'autre part sur le réalisme et la crédibilité de l'histoire en matière de fonctionnement de la police et de la justice françaises.
Le roman primé est ensuite publié par une grande maison d'édition (SEPE de 1946 à 1949, Hachette de 1951 à 1965, puis Fayard depuis 1966) avec un tirage minimal de 50 000 exemplaires. La proclamation du Prix du Quai des Orfèvres par le préfet de police a lieu généralement en même temps que la sortie du livre en librairie, vers la mi-novembre dans les locaux de la direction régionale de la police judiciaire. En outre, le montant du prix est de 777 euros remis à l'auteur le jour de la proclamation du prix.

## Lauréats du prix du Quai des Orfèvres
- 1946 : Jacques Levert (pseudonyme de Jacques Mortier), pour Le Singe rouge ;
- 1947 : Jean Le Hallier, pour Un certain monsieur... ;
- 1948 : Yves Fougères, pour Nuit et Brouillard ;
- 1949 : Francis Didelot, pour L'Assassin au clair de lune ;
- 1950 : Prix non décerné ;
- 1951 : Maurice Dekobra, pour Opération Magali ;
- 1952 : Saint Gilles (pseudonyme de Georges-Jean Arnaud), pour Ne tirez pas sur l'inspecteur ;
- 1953 : Cécil Saint-Laurent (pseudonyme de Jacques Laurent), pour Sophie et le Crime ;
- 1954 : Alain Serdac & Jean Maurinay, pour Sans effusion de sang ;
- 1955 : Prix non décerné ;
- 1956 : Noël Calef, pour Échec au porteur ;
- 1957 : Louis C. Thomas, pour Poison d'Avril ;
- 1958 : André Gillois, pour 125, rue Montmartre ;
- 1959 : Jean Marcillac, pour On ne tue pas pour s'amuser ;
- 1960 : Rémy, pour Le Monocle noir ;
- 1961 : Robert Thomas pour Huit femmes ;
- 1962 : Micheline Sandrel, pour Dix millions de témoins ;
- 1963 : Roland Pidoux, pour On y va, patron? ;
- 1964 : Jean-François Vignant (pseudonyme de Jean Beliard), pour Vertige en eau profonde ;
- 1965 : Paul Drieux, pour Archives interdites ;
- 1966 : Julien Clay (pseudonyme de Jacques Perez y Jorba), pour Du sang sur le grand livre ;
- 1967 : H.L. Dugall, pour La Porte d'or ;
- 1968 : Bernard-Paul Lallier, pour Le Saut de l'ange ;
- 1969 : Christian Charrière, pour Dites-le avec des fleurs ;
- 1970 : Henry Chardot, pour Le Crime du vendredi saint ;
- 1971 : André Friederich, pour Un mur de 500 briques ;
- 1972 : Pierre-Martin Perreaut, pour Trop, c'est trop ! ;
- 1973 : Prix non décerné ;
- 1974 : Michèle Ressi, pour La Mort du bois de Saint-Ixe ;
- 1975 : Bernard Matignon, pour Une mort qui fait du bruit ;
- 1976 : Serge Montigny, pour Une fleur pour mourir ;
- 1977 : Jacquemard-Sénécal, pour Le Crime de la maison Grün ;
- 1978 : Pierre Magnan, pour Le Sang des Atrides ;
- 1979 : Julien Vartet, pour Le Déjeuner interrompu ;
- 1980 : Denis Lacombe, pour Dans le creux de la main ;
- 1981 : Michel Dansel, pour De la part de Barbara ;
- 1982 : Hélène Pasquier, pour Coup double ;
- 1983 : Maurice Périsset, pour Périls en la demeure ;
- 1984 : Jean Lamborelle, pour On écrase bien les vipères ;
- 1985 : Roger Labrusse, pour Les Crimes du bon Dieu ;
- 1986 : Michel de Roy, pour Sûreté urbaine ;
- 1987 : Nicole Buffetaut, pour Le Mystère des petits lavoirs ;
- 1988 : François Lantrade, pour Un agent très secret ;
- 1989 : Godefroy Hofer, pour Plongée de nuit ;
- 1990 : Suzanne Le Viguelloux, pour La Mort au noir ;
- 1991 : Frédéric Hoë, pour Crimes en trompe-l'œil ;
- 1992 : Louis-Marie Brézac, pour  Razzia sur l'antique ;
- 1993 : Gérard Delteil, pour Pièces détachées ;
- 1994 : Jean-Louis Viot, pour Une belle garce ;
- 1995 : Michel Gastine, pour Quai de la Rapée ;
- 1996 : Gilbert Schlogel, pour Rage de flic ;
- 1997 : Roger Le Taillanter, pour Heures d'angoisse ;
- 1998 : Michel Sibra, pour La Danse du soleil ;
- 1999 : André Delabarre, pour Du sang sur les roses ;
- 2000 : André Arnaud, pour Pierres de sang ;
- 2001 : Guy Langlois, pour Le fond de l'âme effraie ;
- 2002 : André Klopmann, pour Crève l'écran ;
- 2003 : Jérôme Jarrige, pour Le bandit n'était pas manchot ;
- 2004 : Sylvie M. Jema, pour Les Sarments d'Hippocrate ;
- 2005 : Jules Grasset, pour Les Violons du diable ;
- 2006 : Christelle Maurin, pour L'Ombre du soleil ;
- 2007 : Frédérique Molay, pour La 7e Femme ;
- 2008 : P.J. Lambert, pour Le Vengeur des catacombes ;
- 2009 : Christophe Guillaumot, pour Chasses à l'homme ;
- 2010 : Gilbert Gallerne, pour Au pays des ombres ;
- 2011 : Claude Ragon, pour Du bois pour les cercueils ;
- 2012 : Pierre Borromée, pour L'hermine était pourpre ;
- 2013 : Danielle Thiéry, pour Des clous dans le cœur ;
- 2014 : Hervé Jourdain, pour Le Sang de la trahison ;
- 2015 : Maryse Rivière, pour Tromper la mort ;
- 2016 : Lionel Olivier, pour Le crime était signé ;
- 2017 : Pierre Pouchairet, pour Mortels Trafics ;
- 2018 : Sylvain Forge, pour Tension extrême[6] ;
- 2019 : Paul Merault, pour Le Cercle des impunis[7] ;
- 2020 : Alexandre Galien, pour Les Cicatrices de la nuit[8] ;
- 2021 : Christophe Gavat, pour Cap Canaille[9] ;
- 2022 : Véronique de Haas, pour La Muse rouge[10] ;
- 2023 : Jean-François Pasques, pour Fils de personne[11] ;
- 2024 : Martial Caroff, pour Ne me remerciez pas ![12] ;
- 2025 : Olivier Tournut, pour Post mortem[13]